# Župnija Sveti Jurij v Slovenskih goricah
Župnija Sveti Jurij v Slovenskih goricah je rimskokatoliška teritorialna župnija dekanije Lenart v Slovenskih goricah Ptujsko–Slovenjegoriškega naddekanata, ki je del nadškofije Maribor.

## Sakralni objekti
- Cerkev svetega Jurija, Jurovski Dol (župnijska cerkev)

## Zgodovina
Samostojna župnija Sveti Jurij v Slovenskih goricah je bila ustanovljena leta 1786, dotedaj so versko oskrbo v Jurovskem Dolu opravljali kaplani-vikarji iz Svetega Lenarta:
Saxo Andrej (neznano–1602), Joannes Morhemius (1602–1607), Lucas Scharnosius (1616–neznano), Jurij Urbanič (1660–neznano), Zupanič Johann (1676–1679), Šega Johann (1680–1682), Šunko Urban (1682–1726), Schleinig Gregor Josef (1713–1719), Troyer Albert (1739–1760), Jožef Steinberger (1760–1773).

### Župniki in kaplani samostojne župnije Sveti Jurij v Slovenskih goricah
- Simon Rola 1773–1801
- Simon Kramberger 1800 (kaplan)
- Vincenz Jožef Luef 1802–1815
- Franz Knechtl 1808-1810 (kaplan)
- Anton Bruner 1811–1813 (kaplan)
- Franc Lajh 1815–1822
- Andrej Kronabetvogl 1815–1817 (kaplan)
- Jakob Filip Kragl 1818 (kaplan)
- Jakob Markovič 1820–1825 (kaplan)
- Gregor Babnik 1822–1831
- Franc Gorjup 1826 (kaplan)
- Jakob Fradl 1828–1830  (kaplan)
- Georg Golob 1831–1839
- Janez Klajžer 1832–1839 (kaplan)
- Jakob Spesič 1839–1848
- Franc Perger 1840 (kaplan)
- Jožef Divjak 1844–1847 (kaplan)
- Jožef Dolinšek 1848–1869
- Jurij Cvetko 1848 (kaplan)
- Anton Klemenčič 1856 (kaplan)
- Lavrencij Herg 1857–1859 (kaplan)
- Johann Karba 1859 (kaplan)
- Matija Wurzer 1861–1863 (kaplan)
- Franc Švarc 1866–1873 (kaplan)
- Anton Pučko 1866–1869 (kaplan)
- Jurij Rantaša 1869–1901
- Matija Fideršek 1874–1877 (kaplan)
- Miha Bračko 1878–1881 (kaplan)
- Josip Sattler 1882–1883 (kaplan)
- Josip Somrek 1901–1903 (kaplan)
- Anton Šijanec 1901–1922
- Antonin Zavadil 1903–1904 (kaplan)
- Ognjeslav Škamlec 1904 (kaplan)
- Janez Hribar 1914 (kaplan)
- Alojz Kramaršič 1914–1917 (kaplan)
- Gregor Einspieler 1922–1927
- Jožef Rehar 1917–1924 (provizor)
- Ivan Bosina 1927–1942
- Jožef Petrovič 1927 (kaplan)
- Ivan Vodeb 1930– 1931 (kaplan)
- Stanko Trobina 1933–1934 (kaplan)
- Ignacij Godina 1935 (kaplan)
- Jože Lampret 1937–1938 (kaplan)
- Rado Junež 1938–1941 (kaplan)
- Wilhelm Bäuerle 1941–1945
- Janko Rojht 1946–1970
- Franc Zagoršek 1970–1988
- Alojz Antolin 1988–2011
- Janko Görgner 2011–danes

## Župniki in kaplani, rojeni pri Sv. Juriju v Slovenskih goricah
- Janez Toplak 1687
- Jožef Pijavec 1702–1759 † Sv. Anton v Slovenskih goricah
- Tomaž Senekovič 1706
- Bartolomej Kurnik 1731
- Martin Kopšič 1805
- Ignacij Weinhandl 1807–1882, † Graz
- Andrej Šparavec 1814–1881, † Lovrenc na Dravskem polju
- Jožef Divjak 1814–1884, † Sv. Ana v Slovenskih goricah
- Andrej Lorenčič 1815–1897, † Radgona
- Franc Grosslinger 1819
- Karl Čučko 1819
- Mihael Šantl 1819–1875, † Maribor
- Peter Wallner 1820
- dr.Martin Knupleš 1821
- Franc Lovrenčič 1821–1907, † Radgona
- Mihael Vogrin 1822
- Anton Unger 1833
- Anton Breznik 1836
- Andrej Kraner 1840–1878, † Ptuj
- Johann Stajnko 1846
- Vincenc Bauman 1848
- Ognjeslav Škamlec 1876–1941, † Zagreb
- Vincenc Lorenčič 1877–1953, † Kapla na Kozjaku
- Anton Trinkaus 1880
- Vincenc Kraner 1880
- Leopold Mihelič 1906-2001 Maribor
- Friderik Ornik 1909
- Stanislav Lorber 1918–2004, † Sv. Ana v Slovenskih goricah
- Franc Ornik 1919-1942
- Aleksander Rajšp 1939-2024
- Franc Ornik 1953–2021, † Dol pri Hrastniku

#### Cerkveni ključarji
- Zorko 1466
- Jernej Kajbič 1616
- Tomaž Recek 1617
- Mihael Škerget 1658
- Filip Toplak 1739
- Matija Kurnik 1760
- Jernej Bračko 1773
- Franc Damiš 1873
- Lenart Lorber 1875